# Sorex araneus
Sorex araneus es una especie de mamífero soricomorfo de la familia Soricidae.

## Características
La musaraña común es de aspecto similar al ratón, pero se diferencia de este por el hocico alargado, puntiagudo y muy móvil, los ojos pequeños y las orejas redondeadas, casi completamente escondidas en el pelo. La cola supera poco la longitud total de la cabeza y del cuerpo, está recubierta por escasos pelos cortos. La tupida y suave pelusa aumenta considerablemente de espesor en la estación invernal. De color café oscuro en el dorso, la capa aterciopelada se hace caférojizo o amarillento en los costados y luego se devanece en un blanco grisáceo en la zona ventral. 
Las patas son cortas y delgadas y el animal cuando camina apoya completamente las plantas de los pies en el suelo. Tanto los miembros anteriores como los posteriores están provistos de 5 dedos. Los dientes son muy puntiagudos y tienen las cúspides coloreadas de rojo.

## Distribución
Especie eminentemente europea, ocupa el Reino Unido, Escandinavia y gran parte de Europa central y oriental, extendiéndose hacia el este hasta Siberia. En el sur de Europa su distribución queda circunscrita a determinados enclaves aislados del centro y sur de Italia, Macizo Central francés y Pirineos Orientales. En la península ibérica se presenta en los Pirineos y Prepirineos y algunas zonas de Cataluña como en la región oriental húmeda (Montseny). Estas poblaciones ibéricas, junto con las correspondientes a la vertiente francesa de los Pirineos, están aisladas de las poblaciones centroeuropeas. Este aislamiento se atribuye tanto a la retracción de su área de distribución tras la glaciación del Würm, como a la presión posterior de la expansión de Sorex coronatus desde el suroeste de Francia.

## Comportamiento
Las musarañas comunes son animales de costumbres crepusculares y nocturnas, pero se encuentran también de día, aunque la luz de sol intensa las molesta. Como suele ocurrir en animales de pequeñas dimensiones y elevado metabolismo alternan periodos de actividad de aproximadamente dos horas con periodos de descanso de la misma duración con límites máximos de vigilia que alcanzan al amanecer y después de la puesta de sol. En las horas de descanso se refugian en madrigueras situadas por lo general en cavidades naturales, entre piedras o raíces, frecuentemente en las galerías excavadas por topos o hámsteres o en túneles que excavan ellas mismas y que luego tapizan de hojarasca o musgo. 
No entran en letargo durante el invierno pero han desarrollado una estrategia alternativa muy rara para sobrevivir al invierno, llamada fenómeno de Dehnel. El fenómeno consiste en un cambio de tamaño reversible del cráneo, masa cerebral y la masa de los principales órganos internos.
Son extraordinariamente voraces y pueden ser caníbales. Su dieta comprende lombrices, caracoles, arañas, insectos, anfibios y reptiles de pequeñas dimensiones, huevos, larvas, carroña y excrementos. 
Estas musarañas son animales solitarios y no vacilan en atacar a cualquiera que entre a su territorio y comprende solo un área limitada al nido. Si un congénere invade su territorio, el propietario lo amenaza primero con gruñidos y chillidos y si no consigue alejarlo, termina por agredirlo. El animal más débil adopta una actitud de sumisión cuando muestra al rival el vientre de color blanco. Las luchas pueden ocurrir entre ambo sexos y solo se toleran en periodo reproductivo. 
El apareamiento se lleva a cabo por lo regular dos o más veces al año, en primavera y verano. El periodo de gestación dura de 18 a 28 días y la hembra pare de 5 a 10 crías. Estas especies alcanzan la madurez sexual entre 9 y 10 meses. Viven aproximadamente de 1 a 2 años.

## Hábitat
Es una especie de requerimientos centroeuropeos. Habita en zonas con vegetación de características boreoalpinas y eurosiberianas, bosques caducifolios, mixtos y de coníferas. Se localiza entre los 600 y 2300 metros y en territorios con una precipitación media anual superior a los 800 mm.

## Patologías
En Gran Bretaña se han detectado casos de tuberculosis, pero con bajo grado de incidencia. La especie puede actuar como reservorio de Pneumocystis carinii, agente causante de un grupo de neumonías infantiles que afectan al hombre.

## Depredación
Por sus hábitos crepusculares y nocturnos es una especie depredada principalmente por rapaces nocturnas, como la lechuza común (Tyto alba) y el cárabo (Strix aluco), y por ciertos mamíferos carnívoros, como el armiño (Mustela erminia), la comadreja (Mustela nivalis), la gineta (Genetta genetta) y el zorro rojo (Vulpes vulpes).